# Перевальск
Перева́льск (укр. Перевальськ) — город районного значения в Луганской области Украины. Административный центр Перевальского района. С 2014 года находился под контролем управляемой из России марионеточной Луганской Народной Республики. В настоящее время под российской оккупацией.

## Географическое положение
Перевальск находится на расстоянии 45 км от Луганска.
Соседние населённые пункты: города Артёмовск/Кипучее на западе, Алчевск (примыкает) на севере, посёлок Михайловка на северо-востоке, село Малоконстантиновка на востоке, посёлки Бугаевка на юго-востоке, Селезнёвка на юге, Ящиково на юго-западе.

## История
Перевальск основан в 1889 году и до 1924 года носил название Селезнёвский рудник, в 1924 году — посёлок имени Парижской Коммуны (Паркоммуна), с 1938 года — город Паркоммуна, с 1964 года — город Перевальск. С образованием в 1965 году Перевальского района Перевальск получил статус районного центра.
В городе есть несколько строений, которые имеют архитектурную и историческую ценность: здание электроцеха ремонтно-механического завода (1914 год), здание районной пекарни (начало XX века), отдельные здания на шахте «Перевальская».
С именем города Перевальска связаны детские и юношеские годы выдающихся советских поэтов: русского Павла Беспощадного и украиноязычного Николая Упеника, которые в начале XX века жили и работали на шахтах города. В г. Перевальске начинал свою творческую деятельность художник Дмитрий Леус, дипломант многих выставок в стране и за рубежом.
Хронология развития города:

### Ранняя история
В современные границы города входят бывшие посёлки Селезнёвского, Новоалександровского, Конжуковского и Юмашевского рудников, возникшие в конце XIX — начале XX века в связи с развитием угольной промышленности в Донецком бассейне.

### Селезнёвский Рудник
В конце XIX века на угленосных землях началась промышленная добыча угля. Приобретя 450 десятин земли, предприниматель Мсциховский развернул в 1889 году разработку угля неглубокими шахтами, а в 1900 году заложил две большие шахты — № 1 и № 2. Возникший возле этих шахт рабочий посёлок получил название Селезнёвский Рудник и вошёл в состав Славяносербского уезда Екатеринославской губернии.
Селезнёвский Рудник в то время представлял собой небольшой захолустный посёлок с населением около 3 тысяч человек. Здесь насчитывалось 15 улиц, состоявших из небольших домиков с однокомнатными квартирами для десятников и служащих шахт, деревянных казарм и небольших мазанок для рабочих.
В июне 1920 года посёлок Селезнёвский Рудник вошёл в состав Алчевского, а с 1923-го по 1961-й Ворошиловского района Донецкой губернии и Ворошиловградской области.
В 1923 году на шахтах Селезнёвского рудника работало 4230 человек. В этом году в посёлке было создано рудоуправление имени Парижской Коммуны. В конце 1924 года посёлок Селезнёвский Рудник был переименован в посёлок Парижская Коммуна.

### Предвоенные пятилетки
За годы предвоенных пятилеток шахтёрский посёлок стал благоустроенным городом, электрифицированным и радиофицированным. Были построены новые улицы и кварталы жилых домов.
В 1925 году началось строительство шахты № 25 (пущена в 1927 году). В 1929 году была заложена, а в 1935 году сдана в эксплуатацию крупнейшая шахта — им. XII годовщины Октября (ныне шахта «Украина»), с 1929 по 1940 год было возведено 16 тысяч м² жилой площади.
В 1930 году была открыта средняя школа, в 1936 году — ещё одна средняя школа на 1200 учеников. В 1930 году закончилось строительство дворца культуры. В 1934 году в городе появились хлебозавод, мясокоптильный цех и другие предприятия местного значения. В 1938 году открылись клуб на шахте им. XII годовщины Октября, летний кинотеатр «Горняк», клуб инженерно-технических работников.
В 1938 году посёлок Парижская Коммуна был преобразован в город с тем же названием.
В 1939 году в городе насчитывалось 21 тысяча жителей.

### Город в период Великой Отечественной войны
В декабре 1941 года линия фронта находилась в 20—30 км от города.
12 июля (13 июля) 1942 года немецкие войска захватили город и удерживали его в течение 14 месяцев.
На территории шахты № 3 немцы проводили массовые расстрелы военнопленных и местных жителей. Ствол шахты, куда бросали трупы, стал могилой для 1100 человек. За годы оккупации немцы угнали на каторжные работы в Германию 1180 жителей города. Городу был нанесён большой ущерб: выведены из строя шахты, превращены в развалины жилые дома и культурно-бытовые учреждения.
2 сентября 1943 года части 315-й стрелковой дивизии под командованием генерал-майора Дениса Ткаченко и 63-го стрелкового корпуса (генерал-майор Кошевой, Пётр Кириллович) 51-й армии Южного фронта освободили город в ходе Донбасской операции.
За героизм и отвагу, проявленные в боях с врагами, многие жители города награждены орденами и медалями. Звания Героя Советского Союза удостоены жители города: танкист Александр Пикалов, командир взвода парторг роты Владимир Косинов, сержант Николай Поляков, павший смертью храбрых при освобождении Венгрии. Звания Героя ЧССР был удостоен житель города Рудольф Ясиок. На здании средней школы № 1 города, в которой учились герои установлена мемориальная доска.

### Послевоенное время
В послевоенный период посёлок был по сути построен заново.
В 1948 году был создан цех строительных материалов, преобразованный в начале 1950-х годов в завод по производству щебня и бутового камня.
К 1950 году все шахты были полностью восстановлены и реконструированы.
В 1960 году была запущена троллейбусная линия, соединившая центр посёлка с Коммунарском.
В 1964 году посёлок имени Парижской Коммуны города Коммунарска получил статус города и название Перевальск. Также ему был переподчинён Коммунарский район, который стал называться Перевальским.
В 1966 году введена в работу большая автобусная станция.
С 1970 года началась газификация жилых домов.
В 1974 году численность населения составляла 32 тыс. человек, здесь действовали вечерний горный техникум, завод железобетонных изделий, предприятия пищевой промышленности (мясокомбинат, пивоваренный завод и др.) и осуществлялась добыча угля.
Согласно переписи населения СССР, проходившей в январе 1989 года, численность населения Перевальска составляла 31 989 человек, в это время основой экономики являлись добыча угля и производство строительных материалов.

### После провозглашения независимости Украины
В середине 1990-х годов город пришёл в упадок в связи с сокращением работы угольных шахт, которые были основой экономики.
В мае 1995 года Кабинет министров Украины утвердил решение о приватизации пивоваренного завода.
В 1997 году Перевальский горный техникум был превращён в отделение Донбасского горно-металлургического института.
На 1 января 2013 года численность населения составляла 25 941 человек.
С 2014 года находится под контролем Луганской Народной Республики. В начале июня сюда вошли донские казаки атамана Козицына.

## Природные условия
Перевальск расположен в юго-западной части Луганской области, на левом берегу речки Белой, на северо-восточном склоне Донецкого кряжа, в чертах Селезнёвского геолого-промышленного района. Город имеет размеры: 6 км с востока на запад и 3,5 км с севера на юг.
Недра района достаточно богаты: залежи угля, значительные запасы песчаника, который используется в строительстве.
Почвы на территории Перевальского района плодородные, в основном чернозёмные.
Сельскохозяйственный тип ландшафтов занимает 60,7 % территории района. К нему относятся природные комплексы, вовлечённые в сферу сельскохозяйственного производства.
Около 12,7 % территории района занимают леса, которые практически не имеют промышленного значения. Район располагает запасами поверхностных и подземных вод, имеется 105 прудов и водохранилищ. Под водой находится 0,75 % площади района.
Животный мир (дикие животные) характерен для открытых степных регионов, но не представляет промышленного интереса из-за малочисленности. В районе водятся лисицы, волки, зайцы, куницы. Редко встречается байбак европейский.
Климат на территории района умеренно континентальный, засушливый, с прохладной зимой и жарким летом.

## Экономика
ГП шахты «Украина», «Перевальская» — ГП «Луганскуголь», завод ремонтно-механический, завод железобетонных изделий и Перевальский мясоперерабатывающий завод.

## Транспорт
Через Перевальск проходят автодороги: Луганск-Дебальцево, Кишинёв-Волгоград. Перевальск имеет общий с Алчевском автовокзал. Сообщение автобусами с Донецком, Луганском, Ростовом, Москвой и другими городами.
В 7 км находится ближайшая железнодорожная станции Коммунарск на линии Луганск — Дебальцево.
Местный транспорт: маршрутные такси, такси, (до 2008 года, троллейбусы).

## Почётные граждане
- Павел Васильевич Косниченко (1891—1992) — с 1967. В 1944-46 был председателем горисполкома.[15]
- Николай Петрович Шевченко (1934—2020) — 2-й секретарь горкома КПСС 1983-1987, глава Старого Оскола 1996-2007.